# Achimenes
Achimenes /æˈkɪmɪniːz/ là một chi của khoảng 25 loài cây thân thảo lâu năm thuộc họ Gesneriaceae. Chúng có vô số cái tên thông thường như. Theo như một số tác giả thì tên của chi này có lẽ xuất phát từ một từ tiếng Hy Lạp cheimanos là nghĩa là "mảnh" hoặc "cảm giác lạnh".

## Phân bố và phân loại
Các loài thuộc chi này đều là loài bản địa của Bắc Mĩ (Mexico) và Trung Mỹ. Tuy nhiên một loài khác tên là A. erecta thì xuất hiện ở cùng Tây Ấn. Phần lớn thì các loài đều được tìm thấy ở Mexico. Một vài loài thì được trồng và du nhập vào một số khu vực ngoài phạm vi phân bố tự nhiên của chúng. Danh sách hoàn thiện của các loài trong chi Achimenes và còn có tên đồng nghĩa với nơi phân bố có thể có ở trong quyển "Smithsonian Institution's World Checklist of Gesneriaceae". Trước đây có hai loài thuộc chi này, nhưng hiện tại 2 loài này bị phân vào một chi khác là Eucodonia, ngoài ra còn có một số nghiên cứu về phát sinh loài cũng ủng hộ việc phân chia này.

## Khác
Các loài của chi Achimenes cùng các giống lai thì thường được trồng trong nhà hoặc bên ngoài với mục đích bổ sung oxi trong phòng ngủ ở những khu vực cận nhiệt đới và dùng để trang trí do hoa to, có màu rực rỡ. Chúng được lai tạo rất nhiều và những giống lai này có hoa phát triển to như A. grandiflora và A. longiflora.

## Loài
Các loài thuộc chi này bao gồm:
- Achimenes admirabilis Wiehler
- Achimenes antirrhina (DC.) C.V.Morton
- Achimenes brevifolia C.V.Morton
- Achimenes candida Lindl.
- Achimenes cettoana H.E.Moore
- Achimenes dulcis C.V.Morton
- Achimenes elota Denham
- Achimenes erecta (Lam.) H.P.Fuchs
- Achimenes fimbriata Rose ex C.V.Morton
- Achimenes flava C.V.Morton
- Achimenes glabrata (Zucc.) Fitzg.
- Achimenes grandiflora (Schiede) DC.
- Achimenes heterophylla (Mart.) DC.
- Achimenes hintoniana Ram.-Roa & L.E.Skog
- Achimenes longiflora DC.
- Achimenes mexicana (Seem.) Benth. & Hook.f. ex Fritsch
- Achimenes misera Lindl.
- Achimenes nayaritensis L.E.Skog
- Achimenes obscura C.V.Morton
- Achimenes occidentalis C.V.Morton
- Achimenes patens Benth.
- Achimenes pedunculata Benth.
- Achimenes × sanguinea (hort. ex Hanst.) Regel ex Hanst.
- Achimenes skinneri Gordon ex Lindl.

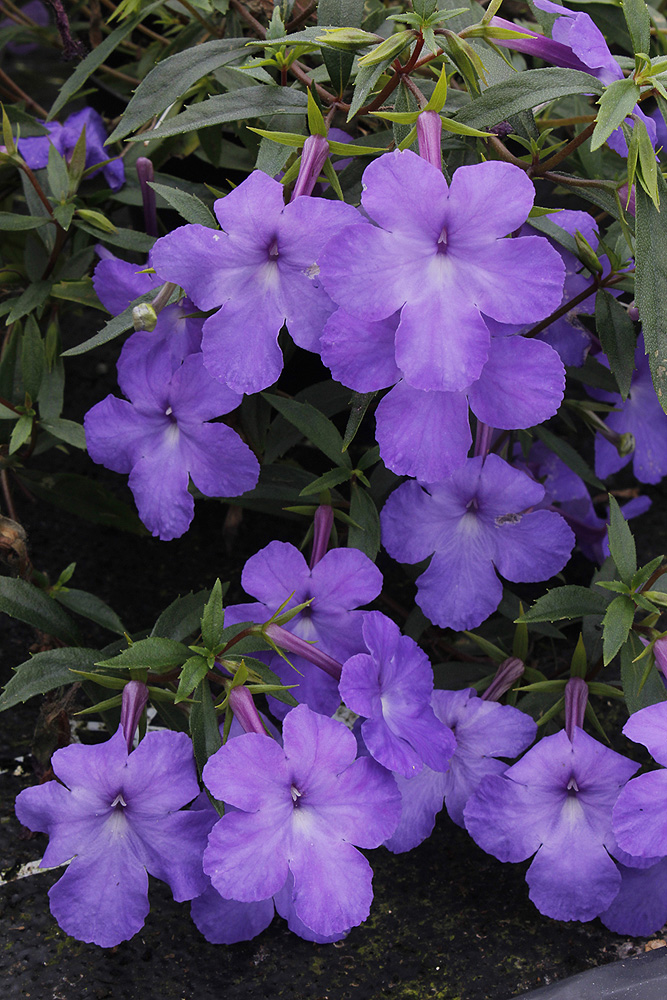
Achimenes cettoana trong trồng trọt

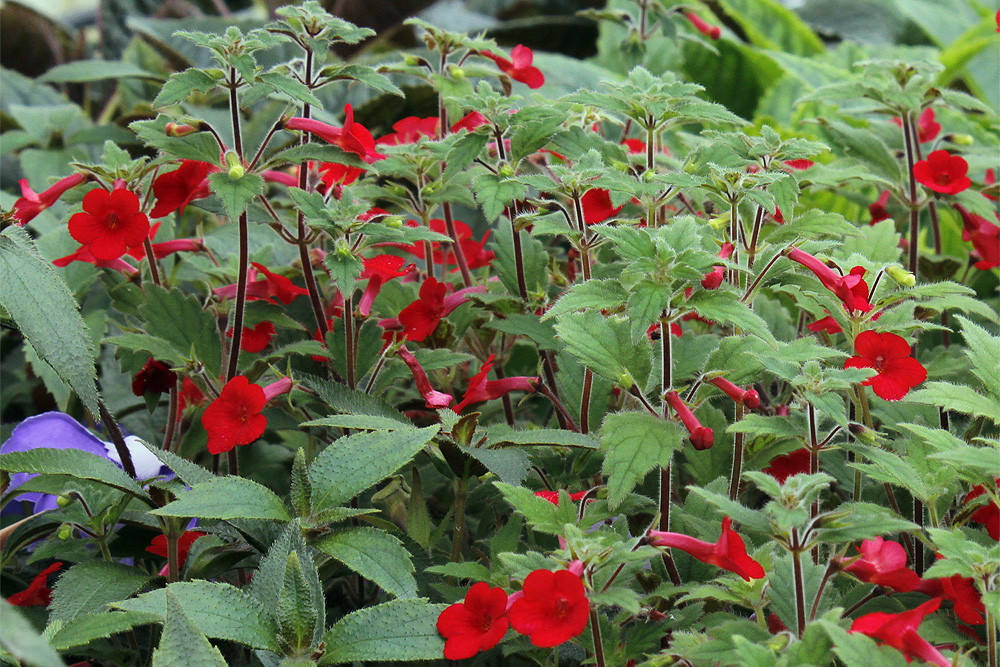
Achimenes erecta trong trồng trọt

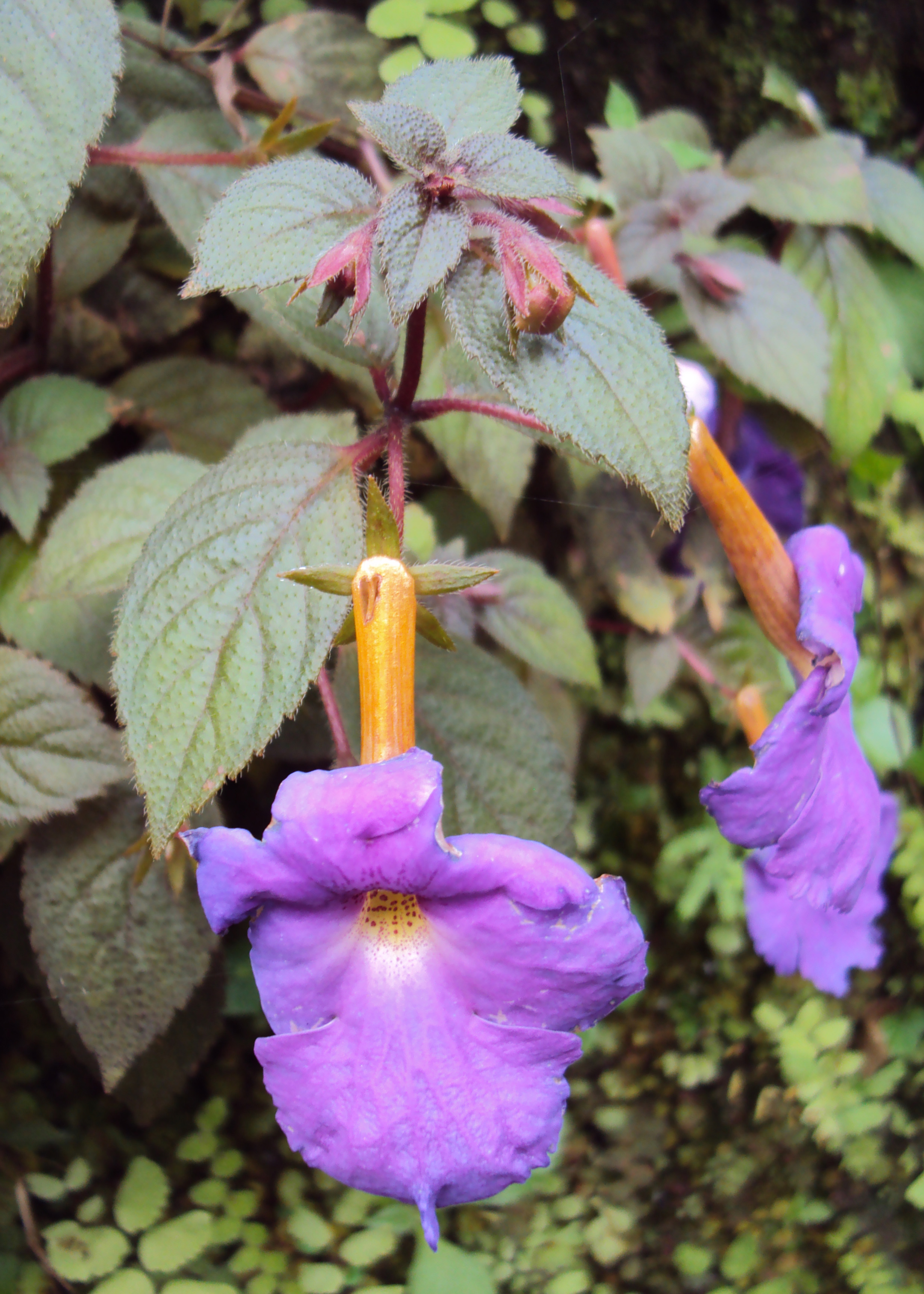
Achimenes longiflora trong trồng trọt

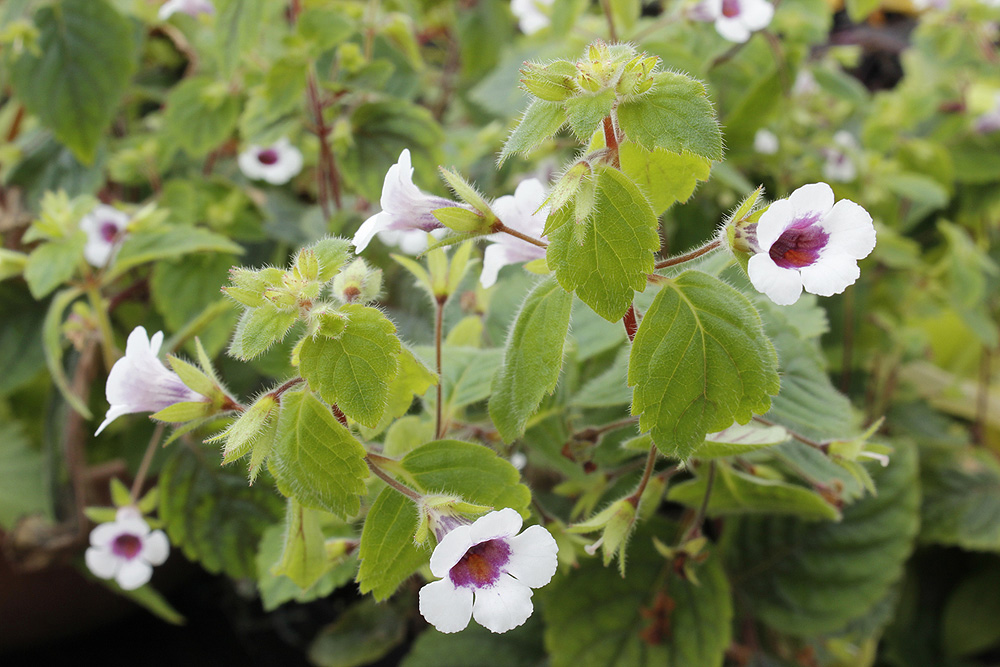
Achimenes misera trong trồng trọt

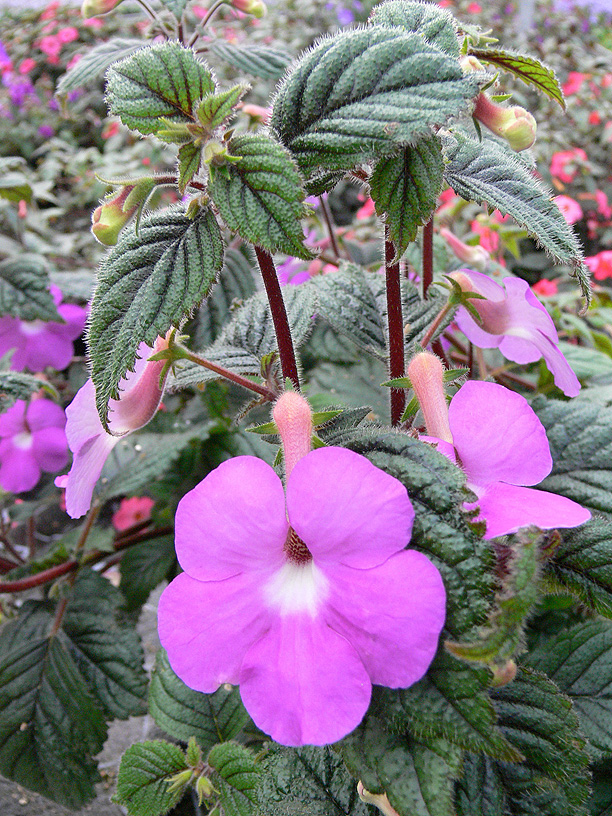
Achimenes patens 'Major' trong trồng trọt

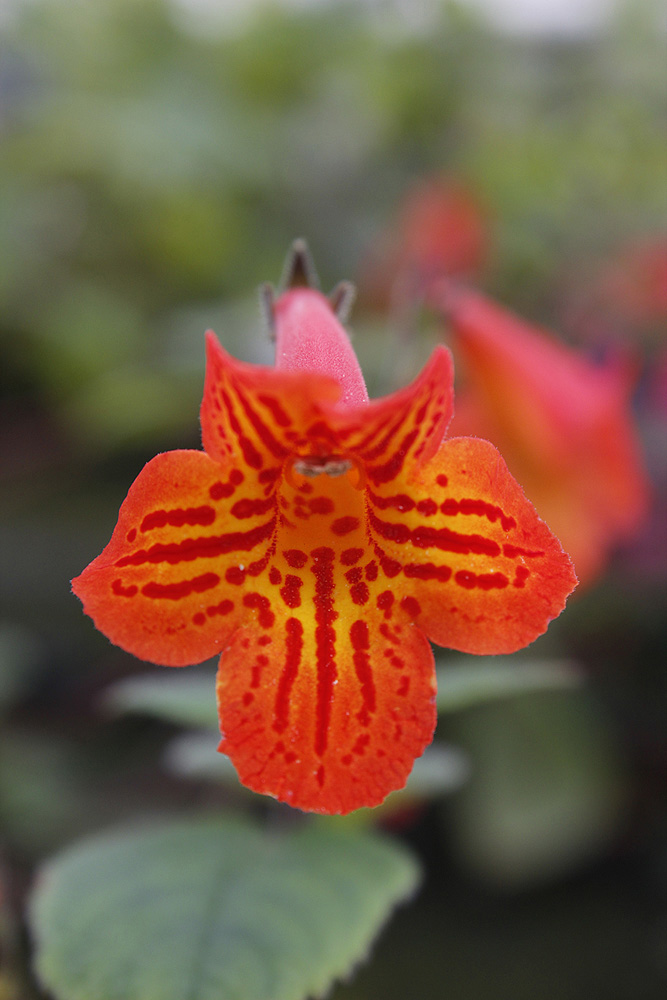
Achimenes pedunculata trong trồng trọt

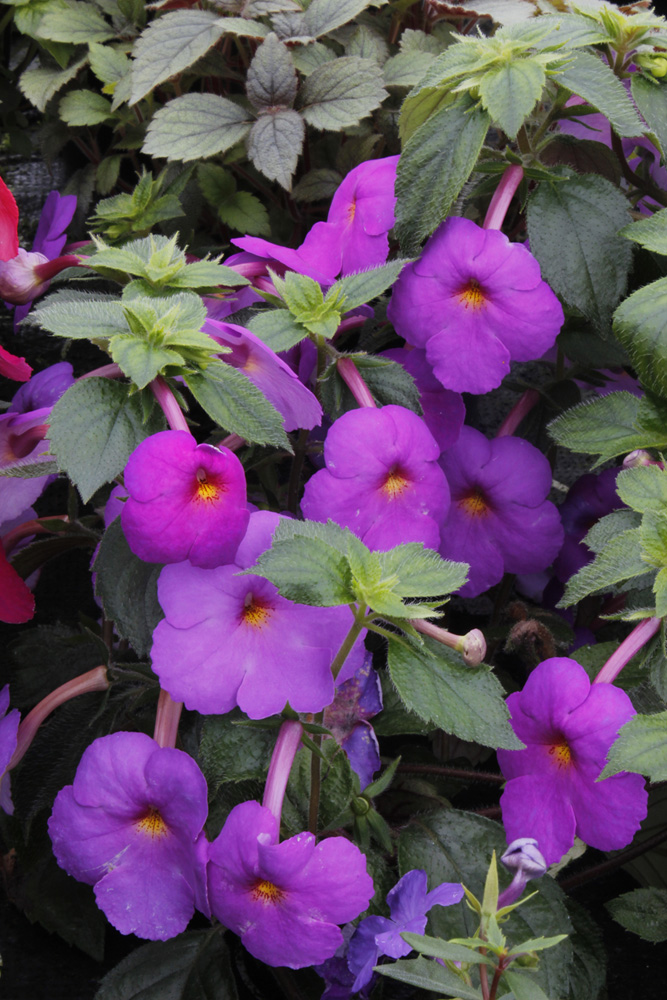
Achimenes skinneri trong trồng trọt

- Achimenes tincticoma D.L. Denham
- Achimenes woodii C.V.Morton